# Leben (Album)
Leben ist das erste Soloalbum des Frankfurter Künstlers Azad und wurde 2001 unter dem Label 3p veröffentlicht. Alle Lieder wurden von Azad selbst produziert.

## Hintergrund
Nach der Auflösung der Hip-Hop-Gruppe Asiatic Warriors war Azad verstärkt mit seinem Turntablism-Team „Transformers“ (mit DJ Dragon, Twister und Release) unterwegs, mit denen er gemeinsam den „Da Swing DJ Battle“ 1998 gewann. 1999 unterzeichnete Azad einen Plattenvertrag bei 3p, wo er durch Features auf den Alben der Labelkollegen und auf diversen Mixtapes für Aufmerksamkeit in der Szene gesorgt hatte. 2000 folgte die Veröffentlichung der Single Napalm, um anschließend sein erstes Soloalbum Leben zu veröffentlichen.

## Illustration
Das Cover wurde vom Münchener Graffiti-Künstler WON entworfen. Es ist in dunklen, vorwiegend bräunlichen Tönen gehalten. In der Mitte ist Azad zu erkennen, der auf einem Sessel sitzt, den Betrachter anschaut und dabei seine Hände über seinem Kopf hält. Vor ihm liegen ein Blatt Papier, ein Stapel mit Schallplatten und eine Akai MPC. Rechts von ihm liegt ein Mikrofon, das an einem Lautsprecher angeschlossen ist. Bei genauerem Betrachten des Stapels fällt auf, dass auf der obersten Schallplatte das Cover selbst abgebildet ist. In der unteren Hälfte sind die Gesichter seiner Eltern und seiner Tochter zu sehen, die mit Blättern umrandet werden. Über seinem Kopf ist der Titel des Albums zu sehen, der eine Flamme umkreist. Des Weiteren sind in der oberen Hälfte des Covers einerseits ein Außerirdischer DJ, von dessen Raumschiff Schallplatten ausgeworfen werden und andererseits ein Flugzeug, das Bomben ablädt. An den Rändern des Covers sind sein Name und der Titel des Albums im arabischen Schrift-Stil geschrieben. Sein Logo ist auf seinem Pullover sowie auf der Tischlampe zu sehen.

## Stil und Inhalt
Die Beats auf dem Album sind minimalistisch gehalten. Dabei werden mehrere Samples verwendet sowie mit Scratches und Cuts abgerundet, was für diese Zeit üblich war. Azad bedient sich bei dem Samples des Öfteren an Liedern von Gang Starr bzw. der Gang Starr Foundation. Insgesamt werden durch die Beats eine düstere Atmosphäre erzeugt. Lyrisch verwendet Azad mehrsilbige, teils unsaubere, Reime, die auch als Binnenreime vorkommen. Abgerundet wird der Text meistens mit Vergleichen oder Metaphern. Als exemplarisches Beispiel dient der folgende Abschnitt aus dem Lied Nordwestschlagzeilen:
In anderen Dimensionen schießen wir Worte wie Munition über Produktionen auf

Unsrer Mission mit krassen Aktionen sorgen wir für Massenkonfusion durch

Satzkonstruktionen die wir vertonen ohne uns zu schonen. In der 36ten Rapkammer

Wo wir im Effekt wandern unseren Respekt sammeln, direkt entflammen und

Einschlagen wie 'n Hammer
Inhaltlich ist das Album breit gefächert. Es sind vorwiegend Lieder aus dem Genre des Battle-Rap zu finden. Ein Beispiel dafür ist das Lied Gegen den Strom. Darin wird die Kommerzialisierung der deutschen Rap-Szene kritisiert. Dabei werden Lieder der darin kritisierten Rapper als Sample eingebaut. Weitere Lieder mit Elementen des Battle-Raps sind Rapresentieren, Nordwestschlagzeilen, 1 Mann Armee, Unaufhaltbar und Beat Kune-Do. Das Lied Samy de Bitch!! (7 Lektionen) ist ein Disstrack gegen den Hamburger Rapper Samy Deluxe, in dem er ihm u. a. die Kommerzialisierung der Rap-Szene vorwirft.
Im Lied Hip Hop erzählt Azad von seinen ersten Kontakt zu Hip Hop bis zu seiner Entwicklung als Rapper. Thematisch kann dieses Lied dem Storytelling zugeordnet werden. 
Es werden auch Themen des Conscious Rap behandelt, in denen Azad sich nachdenklich und sozialkritisch äußert. Das Lied Freiheit thematisiert u. a. die Unterdrückung der Kurden und die Ausbeutung der "kleinen" Nationen durch die Industrienationen. Dabei kritisiert Azad die Habgier des Menschen und die daraus resultierende Korruption. Das Lied Leben handelt von Azads inneren Gefühlen: Er reflektiert über die negativen Aspekte des Lebens, insbesondere über das Leben in einem sozialen Brennpunkt, den Menschen in seiner Umgebung, die ihn beeinflussen und der Liebe zu Hip-Hop, die ihm durch schwere Zeiten geholfen hat.

## Titelliste
| #   | Titel                                                                  | Songschreiber                                          | Länge |
| --- | ---------------------------------------------------------------------- | ------------------------------------------------------ | ----- |
| 1.  | Intro                                                                  |                                                        | 0:33  |
| 2.  | Gegen den Strom                                                        | Azad                                                   | 3:23  |
| 3.  | Rapresentieren (feat. Curse)                                           | Azad, Curse                                            | 3:54  |
| 4.  | Turntablizm (Skit)                                                     |                                                        | 1:37  |
| 5.  | Hip Hop                                                                | Azad                                                   | 4:07  |
| 6.  | Nordwestschlagzeilen (feat. Chabs)                                     | Azad, Jonesmann, Jeyz, Chan                            | 3:47  |
| 7.  | 1 Mann Armee                                                           | Azad                                                   | 3:33  |
| 8.  | Thoughts (Skit)                                                        |                                                        | 0:30  |
| 9.  | Unaufhaltbar (feat. Sezai, IZ, PBC, Ebony Prince, Lunafrow & Real Jay) | Azad, Ebony Prince, IZ, Lunafrow, PBC, Real Jay, Sezai | 5:32  |
| 10. | Leben                                                                  | Azad                                                   | 3:30  |
| 11. | Meditation (Skit)                                                      |                                                        | 0:43  |
| 12. | Beat Kune-Do                                                           | Azad                                                   | 3:30  |
| 13. | Da Underground (feat. Group Home)                                      | Azad, Group Home                                       | 3:56  |
| 14. | Menschlich ?! (Skit)                                                   |                                                        | 0:42  |
| 15. | Freiheit (feat. Naser Razzazi)                                         | Azad, Naser Razzazi                                    | 5:10  |
| 16. | Samy De Bitch!! (7 Lektionen)                                          | Azad                                                   | 9:38  |
| 17. | Therapie (feat. Kool Savas) [Hidden Track]                             | Azad, Kool Savas                                       |       |
| 18. | Revers (Skit) [Hidden Track]                                           | Azad                                                   |       |

Die Lieder Therapie und Revers sind Hidden Tracks, die im Lied Samy De Bitch!! (7 Lektionen) enthalten sind.
Die Lieder wurden samt den Scratches und Cuts ausschließlich von Azad produziert. Das Mastering wurde von Tony Dawsey und Pompon Finkelstein in New York bzw. Paris übernommen.

## Gastmusiker
Die Liste an Gastmusikern auf dem Album setzt sich größtenteils aus den Frankfurter Rappern Ebony Prince, Iz, Lunafrow, Real Jay, Sezai, den Chabs (bestehend aus Jonesmann, Jeyz und Chan) zusammen. Außerdem sind der aus Minden stammende Rapper Curse sowie Kool Savas aus Berlin auf dem Album vertreten. Auf seinem ersten Soloalbum waren auch ausländische Künstler wie z. B. der kurdische Sänger Naser Razzazi aus Schweden sowie die US-amerikanische Rap-Formation Group Home aus der Gang Starr Foundation vertreten.

## Singleauskopplungen
Aus dem Album wurden die Lieder Gegen den Strom sowie Leben jeweils als Maxi-CD und Vinyl veröffentlicht. Zu diesen Liedern wurden Videos gedreht. Im Rahmen der Maxi-CD zu Gegen den Strom wurde zu dem dort enthaltenen Lied Mentale Krisen, auf dem die Chabs als Gastmusiker auftreten, ebenfalls ein Video produziert.

## Kritik
Das Urteil der Kritiker über das Album fällt überwiegend positiv aus. Die Internetseite laut.de vergab für das Album vier von fünf Sterne. Besonders die Themenvielfalt des Albums wird hervorgehoben.

„Doch es sind nicht seine radikalen Battle-Lyriks, die das Album so absolut hörenswert machen. In erster Linie überzeugt Azad als deeper Emcee. So erzählt er in "Hip Hop" ruhig und nachdenklich von seiner großen Liebe zur Kultur. Bei "Freiheit" schildert er gekonnt die weltweite Unterdrückung aus seiner kurdischen Sichtweise, und mit dem Titeltrack kehrt er sein Inneres nach außen.“

Des Weiteren wurden die minimalistischen Beats gewürdigt:

„Was sich wie ein roter Faden durch das ganze Album zieht sind die minimalistisch gehaltenen, aber sehr intensiv wirkenden Beats. Ebenso präsent sind die sauberen Cuts, die sehr zahlreich und stets absolut "on point" plaziert [sic] wurden.“

Vereinzelt wurden die Auftritte der Gastmusiker negativ bewertet:

„Einziges Manko sind die restlichen Kollabos. Außer Savas und mit Abstrichen auch noch Curse langweilen alle anderen mit prolligen Schwanz-in-den-Arsch-Gelalle. Selbst die aus der Gang Starr-Foundation stammenden Group Home können nicht überzeugen.“

Mehr als 15 Jahre nach Erscheinen des Albums resümierte Steffen Bauer von MZEE:

„Der brachiale und melancholische Sound von "Leben" wurde […] zur Blaupause für die Frankfurter Rapszene sowie zum Grundstein für den aufkeimenden Straßenrap des gesamten Landes.“

## Chartplatzierungen
Das Album war eine Woche lang auf Platz 46 der deutschen Charts vertreten.
| ChartsChartplatzierungen | Höchstplatzierung | Wochen |
| ------------------------ | ----------------- | ------ |
| Deutschland (GfK)        | 46 (1 Wo.)        | 1      |